# Yuki Mashiro
Yuki Mashiro (en japonés: ましろゆき, Mashiro Yuki) (Kōbe, 18 de abril de 2001) es una luchadora profesional japonesa, conocida por su paso por la promoción Ice Ribbon y por ser campeona de Triangle Ribbon Championship en su primer reinado en 2022.

## Carrera profesional

### Circuito independiente (2020-presente)
Mashiro también realiza algunos trabajos independientes en la escena independiente japonesa, especialmente en la promoción masculina, como talento joshi. En el 2AW Grand Slam in TKP Garden City Chiba, un evento producido por Active Advance Pro Wrestling el 14 de noviembre de 2021, hizo equipo con Tsukushi para derrotar a Ayame Sasamura y Rina Shingaki. En 666/TTT Tama Pro Festa, un evento producido por Wrestling of Darkness 666 en asociación con Total Triumph Team (TTT) el 24 de diciembre de 2021, hizo equipo con Nao Ishikawa en un esfuerzo perdedor contra Tsukasa Fujimoto y Kaho Matsushita. En la Seadlinnng Shin-Kiba Night! del 21 de febrero de 2022, formó equipo con Hiroyo Matsumoto e Itsuki Aoki para derrotar a Ayame Sasamura, Makoto y Riko Kaiju.

### Ice Ribbon (2019-presente)
Mashiro hizo su debut en la lucha libre profesional en el New Ice Ribbon #985 el 17 de agosto de 2019, bajo el nombre de White en un combate de exhibición en el que cayó ante Totoro Satsuki. Poco después de su debut, compitió en el combate de retiro de Tequila Saya de New Ice Ribbon #1013/RibbonMania 2019 el 31 de diciembre, un combate de guantelete de 44 personas en el que Saya se enfrentó a gente como Mashiro, Syuri, Momo Kohgo, Matsuya Uno, Ken Ohka, Lingerie Muto y muchos otros en un empate.
En el Ice Ribbon/AWG Ice Ribbon & Actwres girl'Z Joint Show del 16 de noviembre de 2020, Mashiro compitió en un combate hándicap de 6 contra 2 en el que hizo equipo con Ayumi Hayashi, Momo Tani, Rina Amikura, Yappy y Yoshiko Hasegawa para derrotar a Hamuko Hoshi y Tsukasa Fujimoto. En New Ice Ribbon #1128 del 26 de junio de 2021, Mashiro compitió en el combate gauntlet de retiro de Matsuya Uno para 14 personas, en el que junto a otras notables oponentes como Akane Fujita, Mochi Miyagi, Risa Sera, Suzu Suzuki, Thekla, quedó en empate contra Uno.

## Campeonatos y logros
- Ice Ribbon
  - Triangle Ribbon Championship (1 vez)[11]
  - Ice Ribbon Year-End Awards (1 vez)
    - Best Rookie Award (2021)